# Lida Voorhees
Eliza Day »Lida« Voorhees, ameriška tenisačica, * 3. julij 1864, Roseville, New Jersey, ZDA, † februar 1934.
Največji uspeh v karieri je dosegla leta 1889, ko se je uvrstila v finale turnirja za Nacionalno prvenstvo ZDA, tam jo je v dveh nizih premagala Bertha Townsend.

## Finali Grand Slamov

### Posamično (1)

#### Porazi (1)
| Leto | Turnir                   | Nasprotnica v finalu | Rezultat finala |
| 1889 | Nacionalno prvenstvo ZDA | Bertha Townsend      | 5–7, 2–6        |